# Hellerau

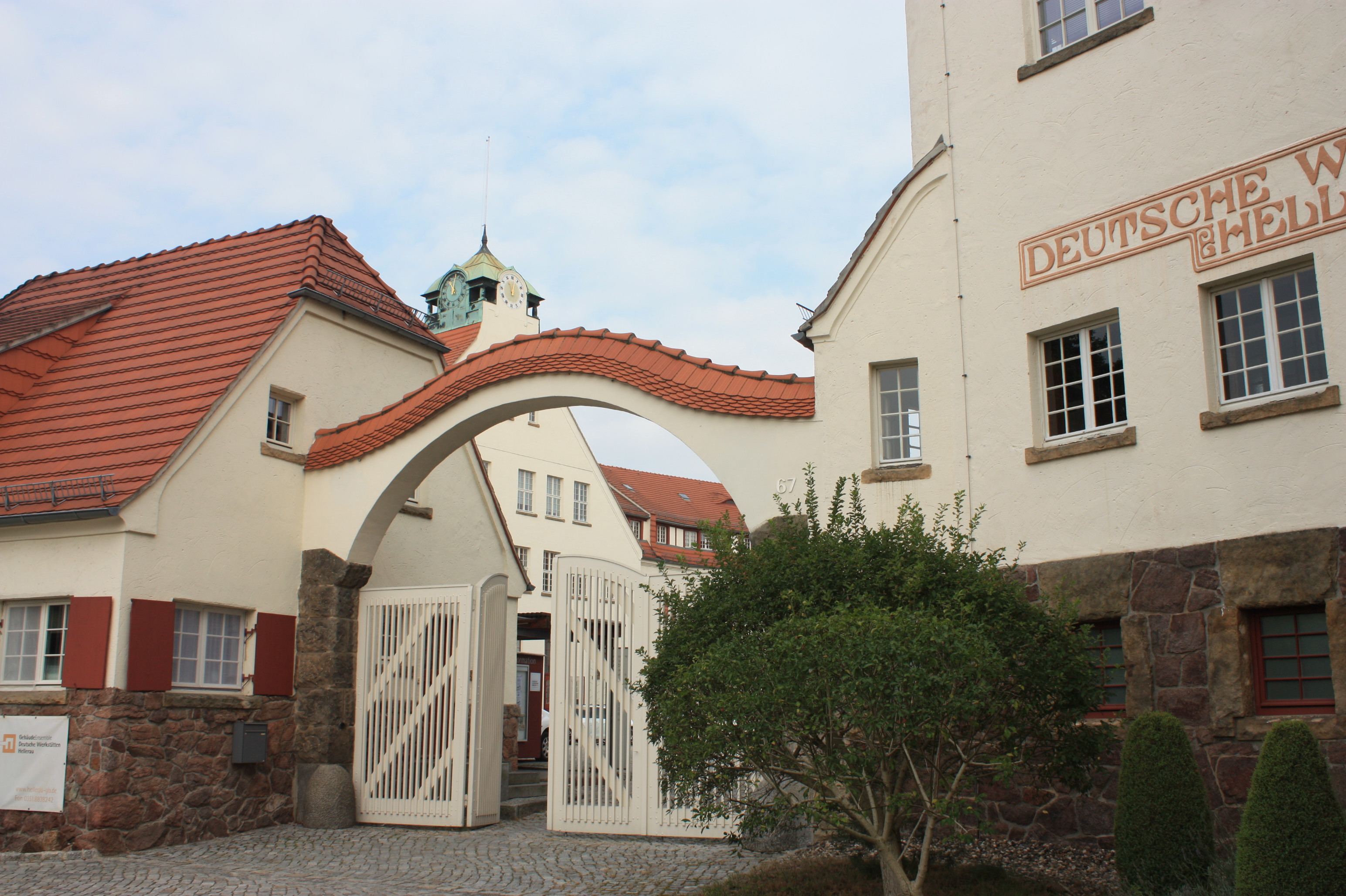
Deutsche Werkstätten, Hellerau

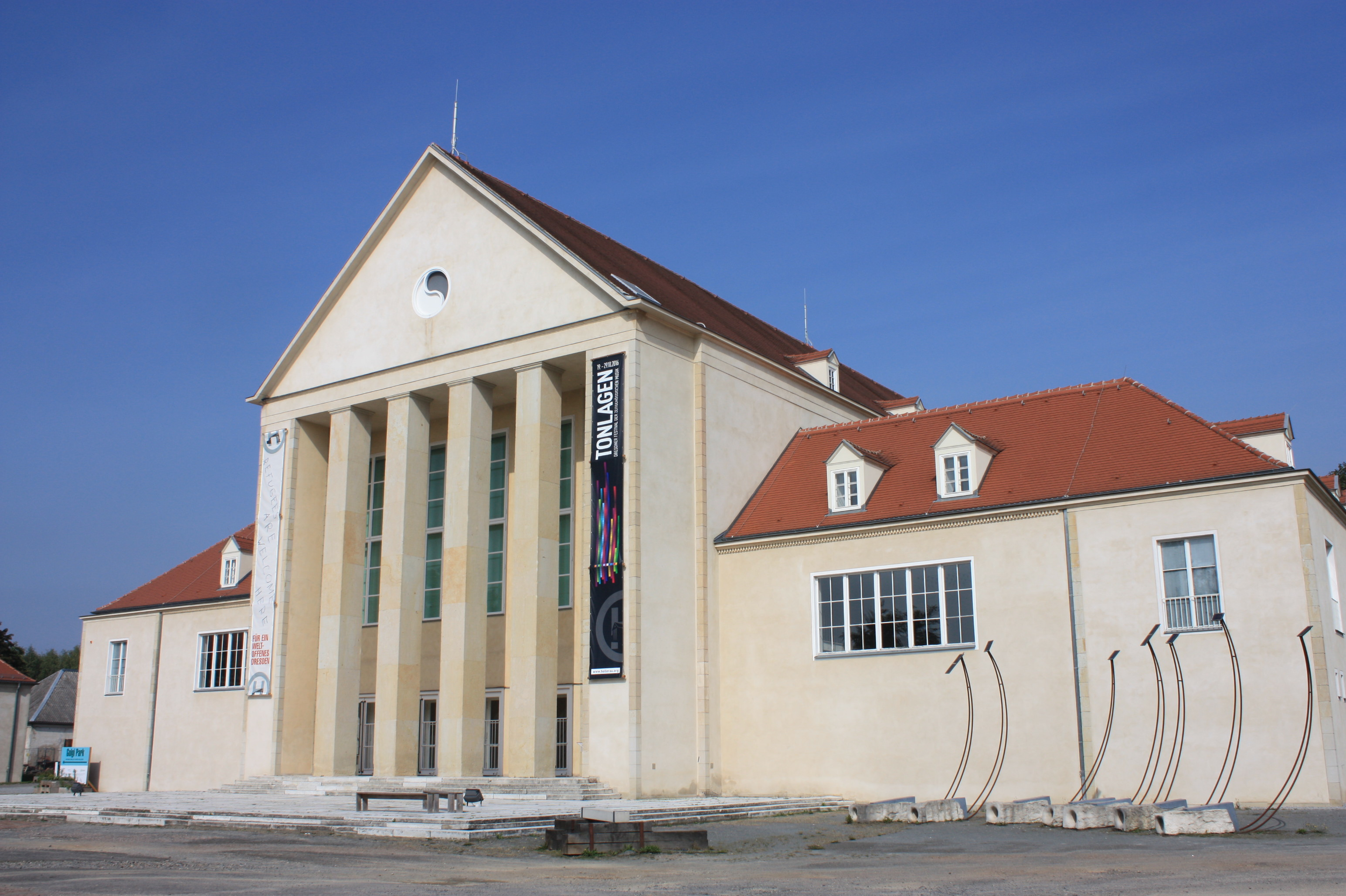
Festspielhaus, Hellerau

Hellerau è un quartiere settentrionale (Stadtteil) della città di Dresda, in Germania, leggermente a sud dell'aeroporto di Dresda. È stata la prima città giardino ad essere realizzata in Germania. La parte settentrionale di Hellerau ha assorbito il villaggio di Klotzsche, dove rimangono alcuni edifici del XVIII secolo.

## Origini
Basandosi sulle idee di Ebenezer Howard, l'uomo d'affari Karl Schmidt-Hellerau fondò Hellerau vicino a Dresda nel 1909. L'idea era quella di creare una comunità organica e pianificata. Alla sua costruzione parteciparono diversi noti architetti, tra cui Richard Riemerschmid, Heinrich Tessenow, Hermann Muthesius, Kurt Frick, Georg Metzendorf, Wilhelm Kreis e Bruno Paul; a Hellerau si praticavano l'esaltazione della bellezza fisica e gli insegnamenti razziali secondo i precetti nazional-patriottici, la fede germanica alla Paul de Lagarde, il nudismo, la ginnastica ed il vegetarianesimo.
Hellerau attrasse visionari culturali da tutta Europa. Tra loro c'erano Émile Jaques-Dalcroze, compositore, e Mary Wigman, coreografa. Fino all'inizio della prima guerra mondiale i festival annuali attirarono altri membri dell'élite progressista dell'epoca. Nel 1921, l'educatore Alexander Sutherland Neill fondò la scuola che poi, dopo il suo trasferimento a Lyme Regis, sarebbe diventata Summerhill. Con l'istituzione del governo nazionalsocialista  (nazista) in Germania, nel 1933, la comunità progressista di Hellerau si dissolse.
Nel 1943 un edificio presumibilmente la Festspielhaus,fu adibito a prigione per gli Internati Militari Italiani,di ciò si hanno solo poche notizie dai ricordi dei reduci.

## Modello
Lo sviluppo si sviluppò su un terreno in leggera pendenza e si articolava come una serie di strade curvilinee, di forma complessivamente di tipo organico. I materiali erano tipicamente pareti intonacate color crema su una base di pietra, con tetti con tegole rosse e finestre verdi (principalmente con persiane). Il paesaggio era dominato da alte conifere.
La Deutsche Werkstätten, una grande fabbrica dedita alla produzione di mobili artigianali, svolgeva un ruolo centrale nella funzione della comunità, ma geograficamente si trovava al confine meridionale. Funzionalmente è stata sostituita da una moderna struttura più a sud.
Il modello era fisicamente incentrato su una piccola piazza del mercato di forma rettangolare.
Gli edifici andavano generalmente da un piano e mansarda a tre piani, ma adottavano tutti un dolce stile cottage. Faceva eccezione la grande ex torre dell'acqua, ora convertita ad uso abitativo.

## Festspielhaus
A nord-ovest la Festspielhaus era un centro culturale nel quale si svolgevano diversi generi di spettacolo. Ospitò un centro di ginnastica ritmica durante la seconda guerra mondiale. L'edificio centrale conserva ancora alcuni resti del suo passato comunista, quando servì da caserma per il contingente russo dal 1945 al 1989. L'edificio è stato restaurato ed è ora sede di una compagnia di danza.
Gli edifici circostanti sono stati in parte restaurati, con sezioni che speravano anche di creare una base per artisti residenti. Il parco comunitario che circonda il complesso, il Parco del Golgi, crea uno spazio multifunzionale al servizio della comunità locale.